# Граф Личфилд

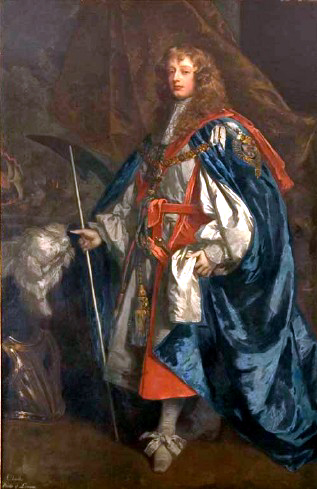
Чарльз Стюарт, 3-й герцог Ричмонд, 6-й герцог Леннокс, 1-й граф Личфилд (1639—1672)

Граф Личфилд (англ. Earl of Lichfield) — аристократический титул, созданный трижды в британской истории. С 1831 года титул носят представители семьи Ансон.

## Первая креация (1645)
10 декабря 1645 года король Англии Карл I Стюарт пожаловал титул графа Личфилда (Пэрство Англии) Чарльзу Стюарту, 3-му герцогу Ричмонду (1639—1672). Ранее лорд Бернард Стюарт (1623—1645), младший сын Эсме Стюарта, 1-го герцога Леннокса, должен был получить титул графа Личфилда от короля Карла I за его участие в битвах при Ньюбери и Несби, но он скончался до принятия титула. Чарльз Стюарт, сын Джорджа Стюарта (1618—1642), старшего брата Бернарда, погибшего в битве при Эджхилле, получил в декабре 1645 года титул графа Личфилда после битвы при Роутон-Хит.
В 1660 году после смерти своего кузена, одиннадцатилетнего Эсме Стюарта, 2-го герцога Ричмонда, 5-го герцога Леннкоса (1649—1660), Чарльз Стюарт унаследовал герцогские титулы, став 3-м герцогом Ричмондом и 6-м герцогом Ленноксом. В том же 1660 году он был назначен великим адмиралом Шотландии, великим камергером Шотландии и лордом-лейтенантом Дорсета. 15 апреля 1661 года он стал кавалером Ордена подвязки. В марте 1667 года Чарльз Стюарт женился на Фрэнсис Терезе Стюарт (1647—1702), прославившейся своей красотой. Попав в немилость, Чарльз Стюарт был отправлен в ссылку в качестве посла в Данию, где он утонул 12 декабря 1672 года. После его смерти все его английские и шотландские титулы пресеклись.

## Вторая креация (1674)

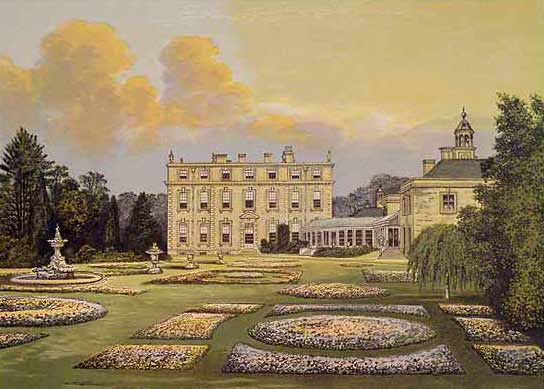
Дитчлей-хаус, резиденция семьи Ли и Фонда Дитчли

В 1674 году английский король Карл II Стюарт пожаловал титулы барона Спелсбури, виконта Кварендона и графа Личфилда сэру Эдварду Ли, 5-му баронету из Кваредона (1663—1716), в преддверии его женитьбы Шарлотте Фицрой (1664—1718), внебрачной дочери короля и Барбары Вильерс. Свадьба состоялась в 1677 году. Титул баронета из Кварендона в Бакингемшире (Баронетство Англии) был создан в 1611 году для Генри Ли (ум. 1632). Он был кузеном и наследником Генри Ли из Дитчлея (1533—1611).

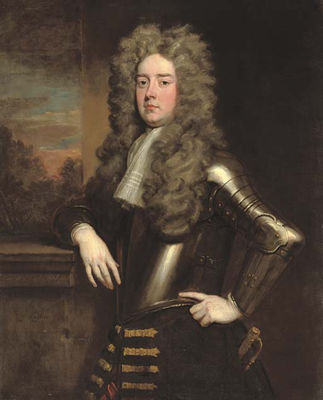
Эдвард Ли, 1-й граф Личфилд, 5-й баронет (1663—1716)

В 1716 году лорду Личфилду наследовал его третий сын, Джордж Генри Ли, 2-й граф Личфилд и 6-й баронет (1690—1742). Он построил в 1722 году величественный дом Дитчлей-хаус в Оксфордшире. Его преемником стал его сын, Джордж Генри Ли, 3-й граф Личфилд (1718—1772). Он представлял Оксфордшир в Палате общин (1740—1743) и занимал пост капитана почётного корпуса джентльменов (1762—1772). Он скончался бездетным, ему наследовал его дядя, Роберт Ли, 4-й граф Личфилд (1706—1776). В 1754—1768 годах — депутат Палаты общин от Оксфорда. После смерти бездетного 4-го графа в 1776 году все его титулы прервались.

## Третья креация (1831)

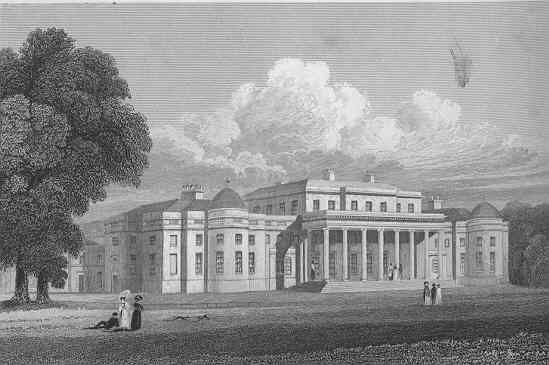
Шагборо Холл, резиденция семьи Ансон, графов Личфилд

15 сентября 1831 года титул графа Личфилда (Пэрство Соединённого королевства) был создан королём Вильгельмом IV для Томаса Ансона, 2-го виконта Ансона (1795—1854), помещика и политика-вига из семьи Ансон. Он занимал должности мастера Buckhounds (1830—1834) и генерального почтмейстера (1835—1841).
Томас Ансон, 1-й граф Личфилд был старшим сыном Томаса Ансона, 1-го виконта Ансона (1767—1818), который 17 февраля 1806 года получил титулы барона Собертона из Собертона в графстве Саутгемптон и виконта Ансона из Шагборо и Оргрейва в графстве Стаффордшир (Пэрство Соединённого королевства). В 1831 году Уильям Ансон (1772—1847), кузен 1-го графа Личфилда, получил титул баронета. Титул графа Личфилда переходил в семьи Ансон от отца к сыну до смерти в 1960 году Томаса Эдварда Ансона, 4-го графа Личфилда. Ему наследовал его внук, Томас Патрик Джон Ансон, 5-й граф Личфилд (1939—2005), единственный сын подполковника Томаса Уильяма Арнаольда Ансона, виконта Ансона (1913—1958), старшего сына 4-го графа Личфилда. 5-й граф Личфилд был успешным фотографом, известным как Патрик Личфилд.
По состоянию на 2025 год, обладателем графского титула является Томас Уильям Роберт Хью Ансон, 6-й граф Личфилд (род. 1978), единственный сын 5-го графа и леди Леонор Гровенор (род. 1949), дочери Роберта Гровенора, 5-го герцога Вестминстера. Он унаследовал графский титул после смерти своего отца 11 ноября 2005 года. В декабре 2009 года 6-й граф Личфилд женился на Леди Генриетте Конингэм (род. 1976), дочери Генри Конингэма, 8-го маркиза Конигэма (род. 1951). У них есть один сын, Томас Оссиан Патрик Вулф Ансон, виконт Ансон (род. 20 мая 2011).
Титул учтивости старшего сына и наследника графа Личфилда — «Виконт Ансон».
Родовая резиденция графов Личфилд — Шагборо Холл в графстве Стаффордшир, который находится примерно в 15 милях от города Личфилд.

## Графы Личфилд (1645)
- 1645—1672: Чарльз Стюарт, 1-й граф Личфилд (7 марта 1639 — 12 декабря 1672), единственный сын Джорджа Стюарта (1618—1642), 9-го сеньора д’Обиньи (1632—1642), и Кэтрин Говард (ум. 1650), дочери Теофилия Говарда, 2-го графа Саффолка, и Элизабет Хоум. Внук Эсме Стюарта, 3-го герцога Леннокса.

## Графы Личфилд (1674)
Другие титулы: Баронет из Кварендона (1611), барон Спесбури (1674), виконт Кварендон (1674)
- 1674—1716: Сэр Эдвард Генри Ли, 5-й баронет, 1-й граф Личфилд (4 февраля 1663 — 14 июля 1716), сын сэра Фрэнсиса Генри Ли, 4-го баронета (1639—1667)
  - Чарльз Ли, виконт Кварендон (6 мая 1680 — 13 октября 1680), старший сын предыдущего
  - Эдвард Генри Ли, виконт Кварендон (6 июня 1681 — 21 октября 1713), второй сын 1-го графа Личфилда
- 1716—1742: Сэр Джордж Генри Ли, 6-й баронет, 2-й граф Личфилд (12 марта 1690 — 15 февраля 1742), шестой сын 1-го графа Личфилда
- 1742—1772: Сэр Джордж Генри Ли, 7-й баронет, 3-й граф Личфилд (21 мая 1718 — 19 сентября 1772), старший сын предыдущего
- 1772—1776: Сэр Роберт Ли, 8-й баронет, 4-й граф Личфилд (3 июля 1706 — 3 ноября 1776), младший сын 1-го графа Личфилда.

## Графы Личфилд (1831)

Герб рода Ансон, графов Личфилд

Другие титулы: барон Собертон (1806), виконт Ансон (1806)
- 1831—1854: Томас Уильям Ансон, 1-й граф Личфилд (20 октября 1795 — 18 марта 1854), старший сын Томаса Ансона, 1-го виконта Ансона (1767—1818)
- 1854—1892: Томас Джордж Ансон, 2-й граф Личфилд (15 августа 1825 — 7 января 1892), старший сын предыдущего
- 1892—1918: Томас Фрэнсис Ансон, 3-й граф Личфилд (31 января 1856 — 29 июля 1918), старший сын предыдущего
- 1918—1960: Томас Эдвард Ансон, 4-й граф Личфилд (9 декабря 1883 — 14 сентября 1960), старший сын предыдущего
  - Томас Уильям Арнольд Ансон, виконт Ансон (4 мая 1913 — 18 марта 1958), старший сын предыдущего
- 1960—2005: Томас Джон Патрик Ансон, 5-й граф Личфилд (25 апреля 1939 — 11 ноября 2005), единственный сын предыдущего, внук 4-го графа Личфилда
- 2005 — настоящее время: Томас Уильям Роберт Хью Ансон, 6-й граф Личфилд (род. 19 июля 1978), единственный сын предыдущего
  - Наследник: Томас Оссиан Патрик Вульф Ансон, виконт Ансон (род. 20 мая 2011), старший сын предыдущего.